# Mączno (Łekno)
Mączno – osada wsi Łekno w Polsce, położona w województwie zachodniopomorskim, w powiecie koszalińskim, w gminie Będzino.
W latach 1975–1998 Mączno położone było w województwie koszalińskim.